# Castromaior
Castromaior, frazione di Portomarín, è un villaggio della Spagna nord-occidentale, che si trova comunità autonoma della Galizia.
Il villaggio è attraversato dal Camino Francés, a circa 80 km da Santiago di Compostela e sorge intorno alla piccola chiesa di Santa María, semplice costruzione di un'unica navata rettangolare e abside, con un forte stile romanico rurale .